# Louis Steinheil
Pour les articles homonymes, voir Steinheil.
Louis Charles Auguste Steinheil, né le 26 juillet 1814 à Strasbourg et mort le 16 mars 1885 à Paris, est un peintre, illustrateur, cartonnier et verrier français.
Il est spécialisé dans l'art religieux.

## Biographie

### Famille
Louis Steinheil est le fils de Louis Steinheil (Ribeauvillé, 1781 - Paris, 1855) peintre verrier à Nancy, et de Marguerite Frédérique D'Emmerich (1790-1858).
Sa sœur Emma Steinheil (1817-1888) épouse en 1838 le peintre Ernest Meissonier, avec lequel il collaborera à diverses occasions.
De son mariage avec Aimée Émilie Odit vers 1835 sont nés :
- Marie Steinheil (1847-1920), épouse d'Adolphe Geoffroy (1844-1915), sculpteur, lui-même fils de Victor Geoffroy-Dechaume (1816-1892), sculpteur et ami de Louis Steinheil ;
- Adolphe Steinheil, peintre, né le 10 mars 1850 et retrouvé assassiné le 31 mai 1908 avec sa belle-mère, époux de Marguerite Steinheil née Japy (1869-1954).

### Formation et carrière artistique
En 1833, il entre à l'École des beaux-arts de Paris où il est élève du peintre d'histoire Henri Decaisne et du sculpteur David d’Angers.
Sociétaire de la Société des artistes français, il débute au Salon de 1836 avec une scène de genre intitulée Consolation (localisation inconnue). Il exposera tous les ans jusqu'en 1855. Pendant cette période, il gagne sa vie en illustrant plusieurs romans et des ouvrages religieux.
Spécialiste de l'histoire chrétienne et de l'époque médiévale, il acquiert une grande notoriété tant comme peintre décorateur que comme cartonnier de vitraux réalisés par une vingtaine de peintres verriers différents.
Pour produire les cartons en grande quantité, il se base sur le principe des dessins des cartons de haute-lice en réalisant une ébauche, grandeur réelle, au crayon sur du papier ou du calque. Le carton définitif est un décalque à l'encre de chine de l'ébauche modifiée sur lequel sont indiquées au crayon les instructions pour la réalisation. Les détails de la peinture et la grisaille sont alors réalisés directement par le maître-verrier et l'atelier associés[réf. nécessaire].
Pour ses peintures murales, il semblerait que Steinheil utilise une technique de report semblable à celle qu'il utilise pour les grands vitraux, car sous la détrempe on ne distingue jamais que l'ébauche en noir, sans retouches, reprise dans le dessin[réf. nécessaire].
Il collabore avec les architectes Eugène Viollet-le-Duc, Jean-Baptiste Lassus, Émile Boeswillwald qui conduisirent les grandes restaurations du XIXe siècle.
Louis Steinheil est inhumé au cimetière de L'Haÿ-les-Roses.

## Œuvres

### Vitraux
- Amiens, cathédrale Notre-Dame, restauration des vitraux de la chapelle Sainte-Theudosie.
- Bayonne, cathédrale Sainte-Marie.
- Bourges, cathédrale Saint-Étienne.
- Chalons-en-Champagne, cathédrale Saint-Étienne.
- Chartres, cathédrale Notre-Dame.
- Clermont-Ferrand :
  - basilique Notre-Dame-du-Port ;
  - cathédrale Notre-Dame-de-l'Assomption de Clermont.
- Limoges, cathédrale Saint-Étienne.
- Mâcon, cathédrale Vieux-Saint-Vincent.
- Paris :
  - cathédrale Notre-Dame ;
  - Sainte-Chapelle.
- Reims, cathédrale Notre-Dame.
- Strasbourg, cathédrale Notre-Dame.

### Peintures murales
- Bayonne, cathédrale Sainte-Marie, chapelles de l'abside, assisté de son fils Adolphe Steinheil[réf. nécessaire].
- Paris, cathédrale Notre-Dame, chapelle Saint-Georges[1].

### Illustrations
- Jacques-Henri Bernardin de Saint-Pierre, Paul et Virginie, 1838.
- Victor Hugo, Notre-Dame de Paris, 1844.

Œuvres de Louis Steinheil
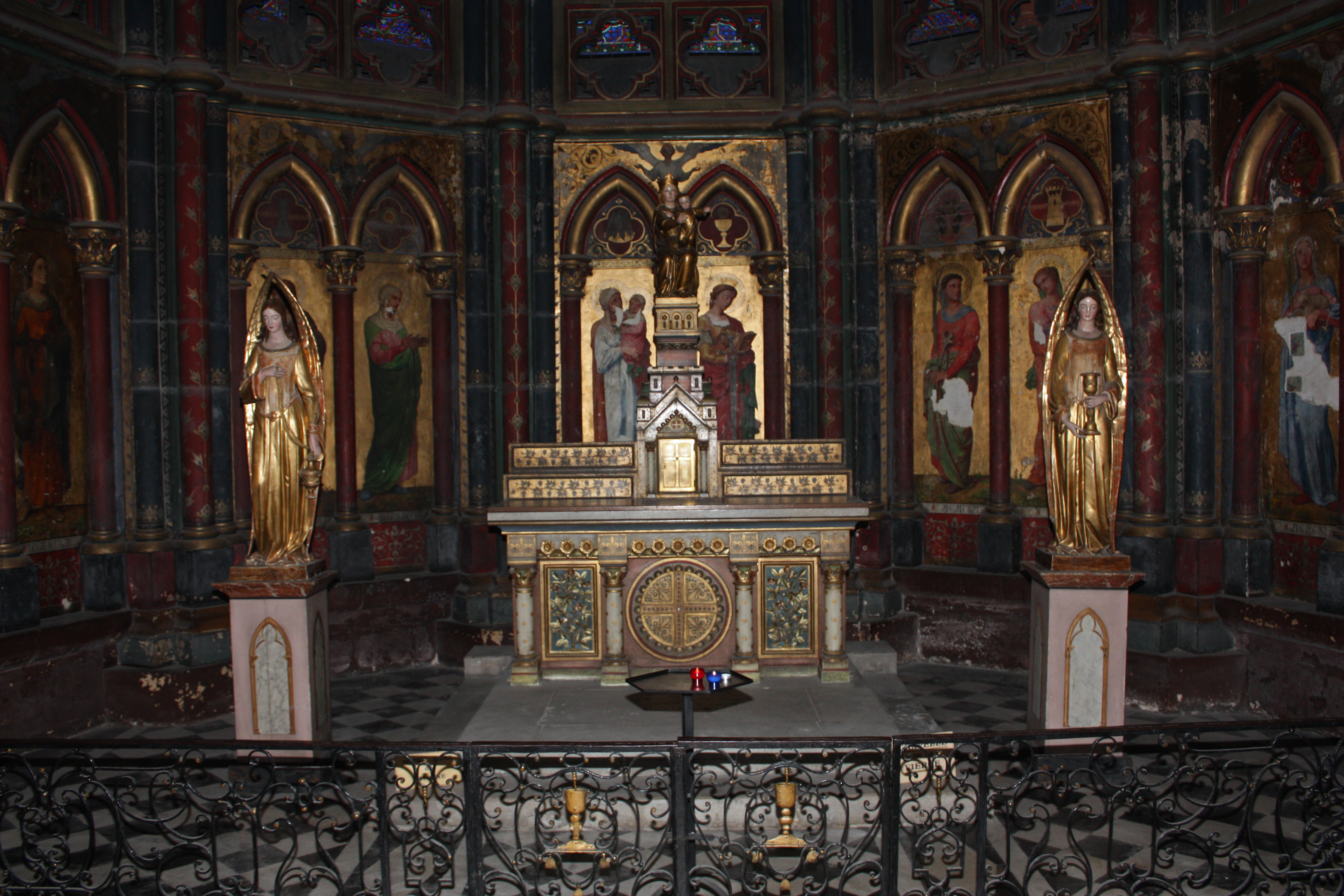
Peintures murales de la chapelle de la Sainte Vierge, cathédrale Sainte-Marie, Bayonne.
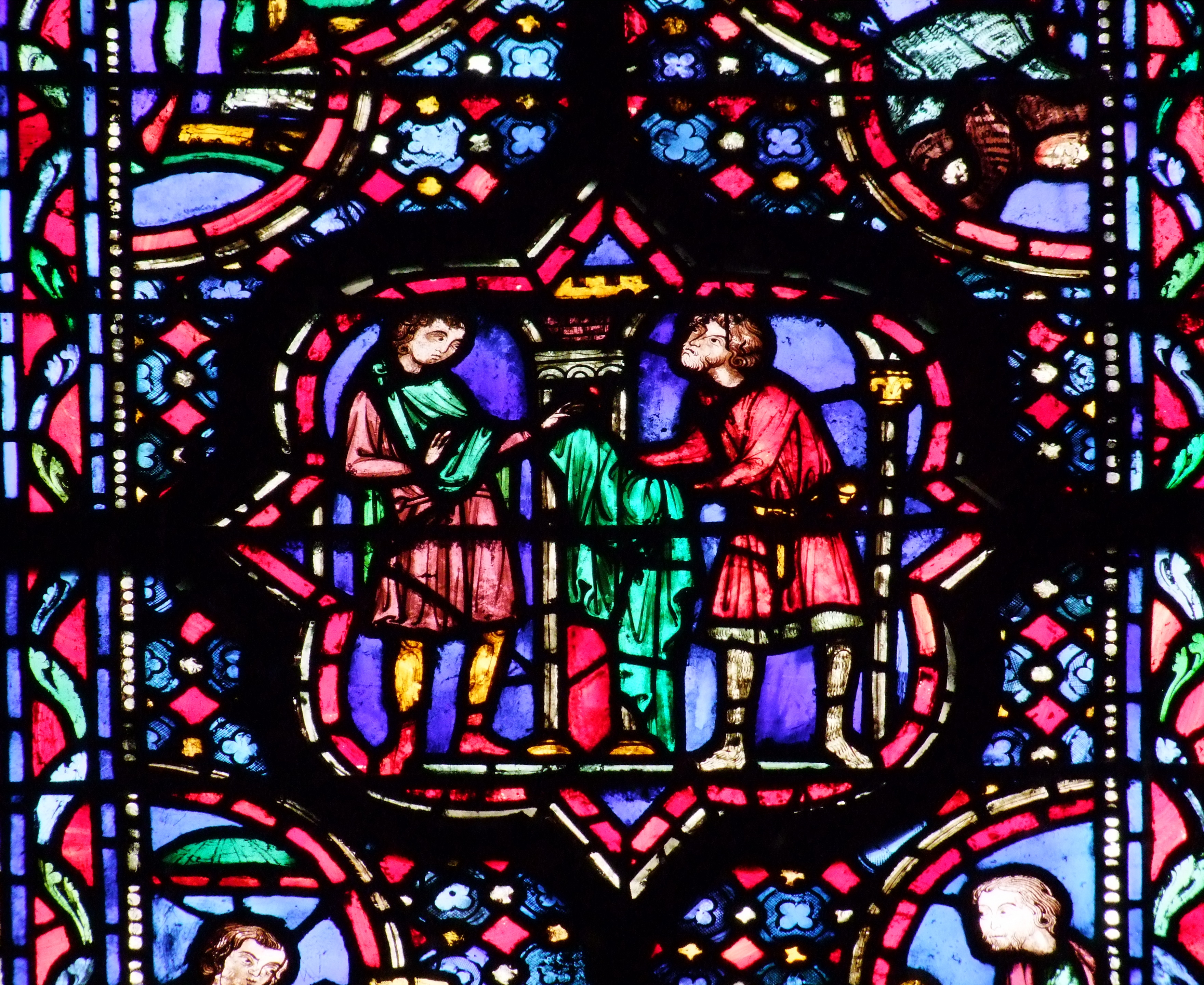
Détail d'un vitrail, Sainte-Chapelle, Paris.
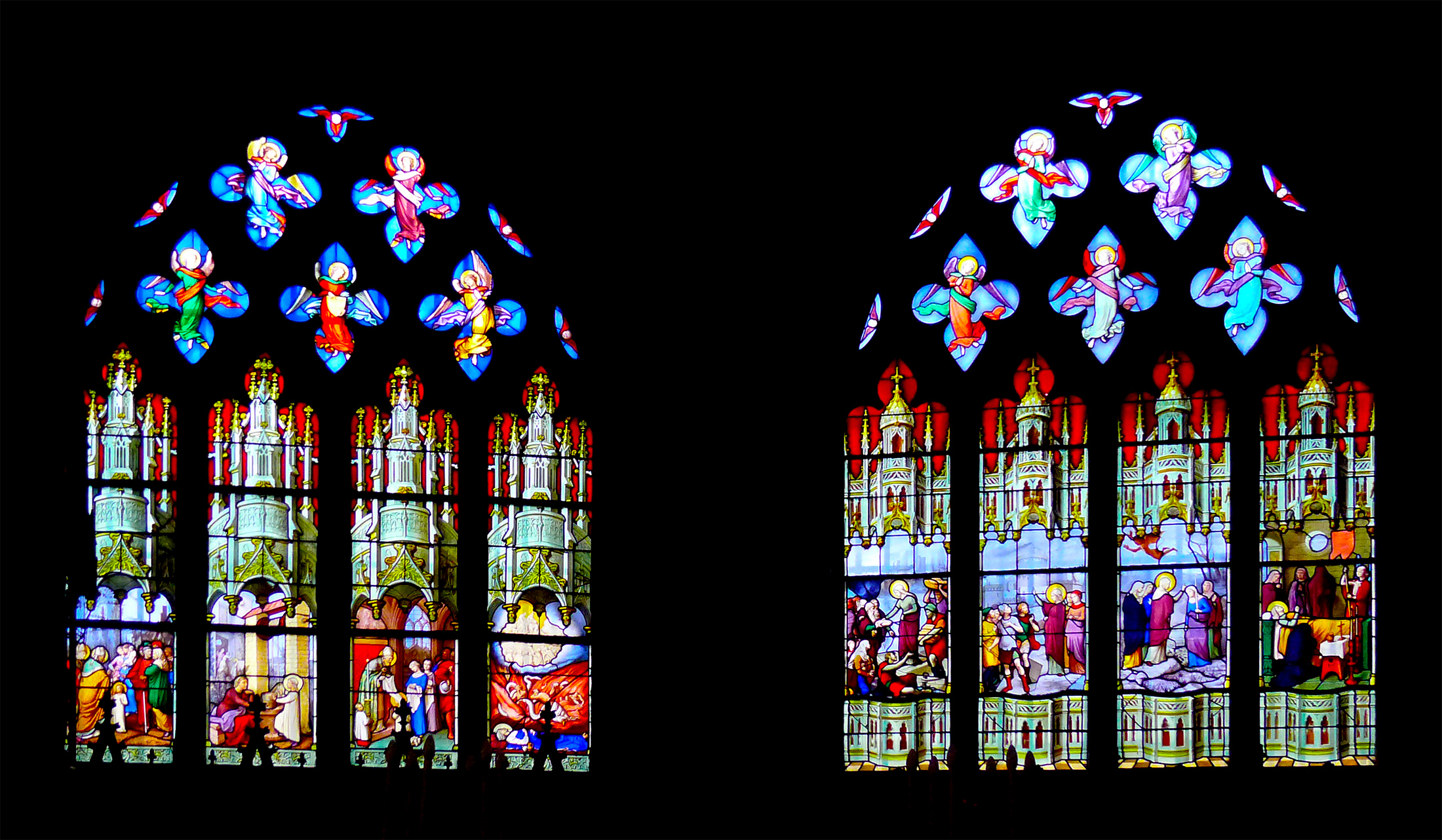
Vitraux de la chapelle Sainte-Geneviève de l'église Saint-Étienne-du-Mont, Paris.